# Таормина
Таормина (на сицилиански: Taurmina, на италиански: Taormina; на старогръцки: Ταυρομένιον Tauromenion, на латински: Tauromenium, на арабски: طبرمين Ṭabarmīn) е град и община на източния бряг на остров Сицилия в провинция Месина, Италия с 11 093 жители (към 31 декември 2011).
Намира се на около 40 км североизточно от Етна на Йонийско море между Месина и Катания. От Месина е отдалечен на 45 км, а от Катания на 57 км.
Днешният град е новооснован през Средновековието, след като древният град е разрушен от арабите.
През януари и февруари средните температури тук са 14 °C, през юли и август от 28 °C до 33 °C.
През 19 и 20 век градът става един от най-важните туристически центрове на Сицилия.

## История
През древността градът се казва Тавроменион или Тауромениум (на старогръцки: Ταυρομένιον Tauromenion; на латински: Tauromenium, Taormenum).
Около 1300 пр.н.е. тук се заселват сикули, които дават своето име на остров Сицилия, на планината Monte Tauro. Те имат добри връзки с основания съвсем наблизо от гърците през 735 пр.н.е. град Наксос. След разрушаването на Наксос от Дионисий I от Сиракуза те приемат неговите жители в града си. Гърците наричат града Tauromenion. През 358 пр.н.е. с Андромах, бащата на историка Тимей, за пръв път грък става владетел на града.
Когато през 3 век пр.н.е. след Първата пуническа война Сицилия става римска провинция, от Tauromenion на латински: латински Tauromenium, римски висши чиновници построяват тук за фамилиите си къщи в стил римски вили. Градът получава от римляните големи водни резервоари, така че да издържа дълги обсади. Понеже Тауромениум след убийството na Гай Юлий Цезар подкрепя Секст Помпей срещу втория Триумвират, Октавиан депортира жителите след победата си над Секст Помпей през 36 пр.н.е..
Тауромениум успява дълго да се съпротивлява на сарацините чрез своите водни резервоари и след падането на Сиракуза става център на частта на Сицилия, владяна още от византийците, докато византийският генерал Никифор Фока с неговите войници е извикан обратно в Константинопол. На 1 август 902 г. селището е завладяно от войската на Аглабидския емир Abū Ishāq Ibrāhīm II и е наречен „Al-Muizzia“. След две въстания срещу арабските владетели 962 и 969 г. градът е разрушен. Едва през 13 век градът е заселен отново, но не получава никога повече своето предишно значение. След въстанието през 1674 – 1678 г. срещу испанските владетели градът пострадва много и през 18 век, когато пътят Месина–Сиракуза е изместен на брега и не минава повече през Таормина, градът става незначително село. Едва чрез туризма Таормина има икономически напредък.
Тауроменион спечелил при древните Олимпийски игри при конни състезания.
През древността Таормина е подсигурен с троен крепостен пръстен, от който днес са запазени две градски порти северната Porta Messina и южната Porta Catania.
В Тавроменион е роден старогръцкият философ и историк Тимей (* ок. 345; † 250 пр.н.е.).
Според една легенда тук през 40 г. е умрял Свети Панкраций, първият епископ на града и негов закрилник.